# Christa Vahlensieck
Christa Vahlensieck (dekliški priimek Kofferschläger), nemška atletinja, * 27. maj 1949, Düsseldorf, Zahodna Nemčija.
Ni nastopila na poletnih olimpijskih igrah. Leta 1977 je osvojila Berlinski maraton, leta 1986 Kalifornijski maraton in leta 1989 Dunajski maraton. Dvakrat je postavila svetovni rekord v maratonu, ki ga je držala leta 1975 ter med letoma 1977 in 1978.